# Radlice
Radlice es un pueblo perteneciente a la gmina Choszczno, powiat de Choszczno, voivodato de Pomerania Occidental, Polonia.

## Superficie
Cuenta con una superficie de 4,190 kilómetros cuadrados.

## Demografía
Hasta 2021 la población era de 38 habitantes, con una densidad de población de 9,069 habitantes por kilómetro cuadrado. El 52,6% conformada por hombres y el 47,4% por mujeres. De estos, el 13,2% corresponden a menores de edad de 0-17 años, 71,1% a personas entre 18-64 años y el 15,8% a personas de 65 o más años.
| Gráfica de evolución demográfica de Radlice entre 2011 y 2021 |
|                                                               |
| Datos según City Population.                                  |